# Mota de Altarejos
Mota de Altarejos és un municipi de la província de Conca, a la comunitat autònoma de Castella-La Manxa.

## Demografia
| 1991 |  | 1996 |  | 2001 |  | 2004 |
| ---- |  | ---- |  | ---- |  | ---- |
| 75   |  | 60   |  | 54   |  | 56   |